# Khalid A. Al-Falih
Khalid A. Al-Falih (arabo: خالد الفالح, Halid al-Falih; Riad, 1960) è un politico e manager saudita, ministro degli Investimenti dell'Arabia Saudita dal febbraio 2020. In precedenza (2016-2019) ha ricoperto il ruolo di Ministro dell'Energia e di presidente di Saudi Aramco, ancor prima di Ministro della sanità dell'Arabia Saudita  e CEO di Aramco..

## Biografia
Al-Falih è nato nel 1960. Ha frequentato la Texas A&M University, laureandosi nel 1982 in ingegneria meccanica, e in seguito ha conseguito un MBA presso la King Fahd University of Petroleum and Minerals, che ha completato nel 1991.

### I primi anni in Aramco: 1979–2008
Al-Falih entrò in Saudi Aramco (ex Aramco) nel 1979. Per diversi anni, ricoprì posizioni di crescente responsabilità e nel 1992 entrò nel Consulting Services Department (CSD). Supervisionò diverse unità tecniche, principalmente la Mechanical and Civil Systems Division e fu nominato manager del CSD nel gennaio 1995. Fu assegnato come manager del Ras Tanura Refinery Maintenance Department alla fine del 1995; e nel 1998; manager del Business Analysis Department.
Nel luglio 1999, Al-Falih divenne presidente della Petron Corporation, una joint venture tra Saudi Aramco e la Philippine National Oil Company. Ritornò nel Regno nel settembre 2000 per ricoprire la carica di vicepresidente del Saudi Aramco Study Team for Upstream Gas Ventures, fino alla sua nomina a vicepresidente di Gas Ventures Development and Coordination nel maggio 2001. Svolse un ruolo determinante nelle negoziazioni con le compagnie petrolifere internazionali (IOC) e altre importanti compagnie petrolifere nazionali (NOC) in relazione alla Natural Gas Initiative del Regno. Alla fine, quattro joint venture, vale a dire: South Rub' al-Khali Company (SRAK), Luksar Energy, Sino Saudi Gas e EniRepSa Gas furono perfezionate tra Saudi Aramco e varie importanti IOC, NOC e compagnie petrolifere emergenti.
Nell'ottobre 2004, Al-Falih è stato nominato nel consiglio di amministrazione di Saudi Aramco. Ha anche ricoperto la carica di presidente del consiglio di amministrazione della joint venture South Rub' al-Khali tra Shell, Total e Saudi Aramco.

### CEO di Saudi Aramco:2009-2015
Nel novembre 2008, Abdallah S. Jum'ah, allora presidente e amministratore delegato di Saudi Aramco, si è ritirato e Khalid A. Al-Falih, che era vicepresidente esecutivo delle operazioni di Aramco, è stato nominato nuovo presidente e amministratore delegato della società, a partire dal 1º gennaio 2009.
In qualità di amministratore delegato di Saudi Aramco, Falih ha guidato il progetto Manifa, un giacimento petrolifero situato in una baia lungo la costa del Golfo Persico. Il progetto comprende 27 isole artificiali collegate da circa 40 chilometri di strade rialzate. Al momento del suo varo, ha prodotto 500.000 barili di greggio al giorno.